# TWO BRIDGES
『TWO BRIDGES』（トゥー・ブリッジズ）は、1996年8月1日にCDとMDで発売されたPSY・S2枚目のベスト・アルバム。

## 解説
松浦雅也がDTM雑誌『PC music』1996年6月号誌上の自身連載コラムにてPSY・S解散（後に“終焉”と表現）を発表し、同時に「ベスト・アルバム的なもの」を夏に発売予定であることを示唆していた。
1990年『SIGNAL』から1994年『EMOTIONAL ENGINE』までの作品から選曲。前ベスト・アルバム『TWO HEARTS』の続編的な要素が強い。
松浦監修の下、全曲を大森政人が再ミックス。マスタリングは笠井鉄平、アートディレクションは大木裕と、1986年『PIC-NIC』の頃に確立した制作体制に戻った。
ブックレットは、アルバム・ディスコグラフィの他、それぞれ1頁ずつ松浦、CHAKAの近影とともにファンへのメッセージを収載。
同メッセージ内の松浦の「特にできるだけプレーンに」という意図もあり、各収録曲にヴァージョンやミックスに関する表記が一切つけられていなかったが、2012年のボックス・セット『Psyclopedia』で復刻した際に、「遊びにきてね」「Kisses」2曲が再ミックスされ（2012 Mix）の表記がつけられた。
ラスト曲「Seeds」終了後わずかに無音部分を経て、「遊びにきてね」後半部のストリングス・パート収録時の様子が”隠しトラック”として収録。

## 収録曲
1. 遊びにきてね
2012年のボックス・セット『Psyclopedia』 DISC 13では[2012 Mix]となっている。
2. Kisses
2012年のボックス・セット『Psyclopedia』 DISC 13では[2012 Mix]となっている。
3. あさ〜from day to day
4. どうして?
5. 最後の楽園
6. 氷のヴィジョン
7. 魔法のひとみ
8. 約束と偶然
9. 青空がいっぱい
10. 花のように
11. 倖せが迷う森
12. be with YOU
13. Moonshine
14. GIMMICK
15. Seeds

## ボーナス・トラック
2012年発売ボックス・セット『Psyclopedia』 DISC13として本作が復刻された際、以下の2曲がボーナス・トラックとして追加収録された。前述の隠しトラックも、この2曲の終了後に移動している。
1. BRAND-NEW MENU
1985年11月発売の12インチ・シングル収録曲。
2. Another Diary
1986年3月発売の12インチ・シングル収録曲。